# 順利巴士總站

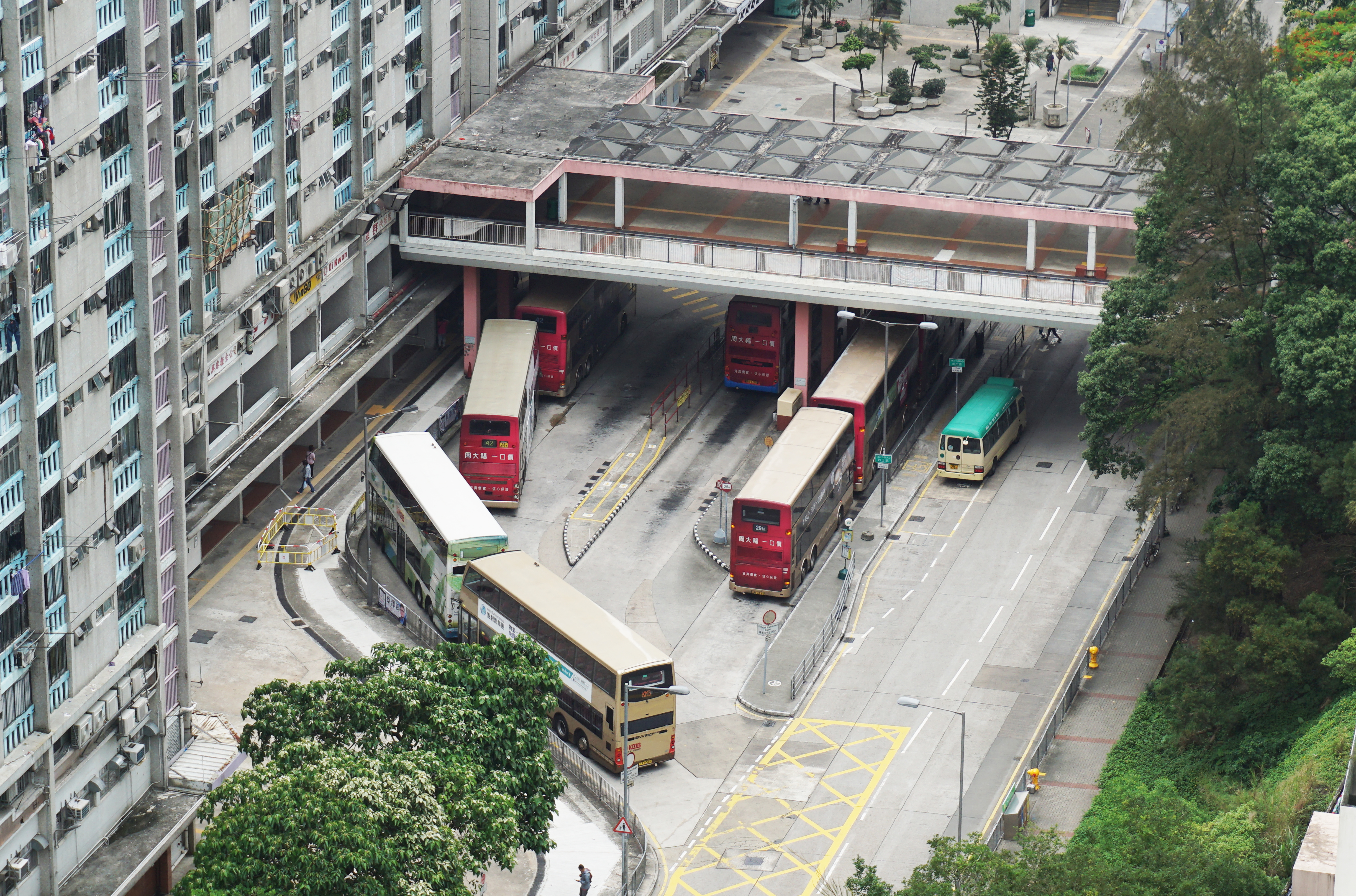
俯瞰順利巴士總站

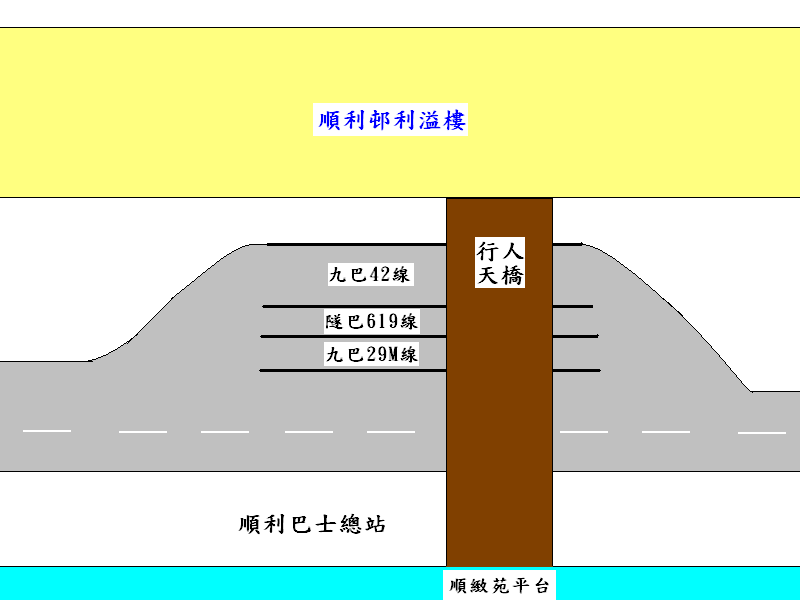
順利巴士總站車坑佈局

順利巴士總站（英文：Shun Lee Bus Terminus）是香港九龍四順區的巴士總站，亦是3條巴士路線的巴士總站，位於順利邨利溢樓前。總站對出設有的士站，可供新界的士上落客，為九龍市區唯一的新界的士站及上落客點。

## 歷史
- 1979年2月26日，九巴42線線投入服務。
- 1980年2月10日，九巴29線投入服務。
- 1986年6月29日，九巴29線與九巴11M線（鑽石山地鐵站至新蒲崗（循環線））合併，改稱九巴29M線。
- 1988年5月30日，九巴及中巴聯營之隧巴119線投入服務。
- 1995年1月16日，119線改經東區海底隧道，改稱隧巴619線。
- 619P是619的早晨特快班次、不同的是途經東區海底隧道至銅鑼灣一段的東區走廊，不經北角及炮台山，袛於平日早上開出兩班。
- 2010年6月21日，619X線開辦，619X線是619的早晨特快班次、與619P不同的是於順天總站載客後不經樂華、牛頭角及觀塘，不停藍田站及東區海底隧道收費廣場，直往北角，行走英皇道。袛於平日早上開出兩班。

## 路線配置
- 42線含較大空間（2線）

## 路線資料

### 九龍巴士29M線
- 順利 ↺ 新蒲崗

1980年2月10日投入服務，1986年6月29日與11M線（鑽石山地鐵站至新蒲崗（循環線））合併，改稱29M，延長至新蒲崗工業區，並改為以循環線運作。配合順利紀律部隊宿舍入伙，於2002年8月3日往順利方向改由新清水灣道右轉利安道後直入總站，結果因順安邨居民投訴不便，於2003年6月22日起改經新利街、順清街、順景街及利安道返回總站。

### 九龍巴士42線
- 青衣（長康邨） ↔ 順利

1979年2月26日起投入服務，是青衣發展成新市鎮後，第2條往來青衣的對外路線。初時來回程途經牛頭角及觀塘，直至1980年1月27日配合新清水灣道通車而改經該路，不再經牛頭角及觀塘，1996年1月8日起改經美荔道及荔景山路（清麗苑及九華徑）一帶。1996年2月15日起增派空調巴士行走，是荔景山區往來九龍的常規路線中首條提供空調服務的巴士路線。

### 過海隧道巴士619、619P、619X線
- 619：順利 ↔ 中環（港澳碼頭）
- 619P：順利 → 中環（港澳碼頭）
- 619X：順利 ↔ 中環（港澳碼頭）

619線前身為1988年5月30日投入服務的119號線，往來順利及中環港澳碼頭，途經樂華、牛頭角、土瓜灣及紅磡，袛於平日早上至黃昏提供服務。當時由於在九龍區的路線較迂迴，除了上下午繁忙時間外，其餘時間客量只是一般。東區海底隧道通車後，本路線並沒有立即改經，因此在觀塘區議會爭取下，於1995年1月16日改經觀塘市中心、藍田、東區海底隧道、北角及銅鑼灣，更改編號為619線，原有土瓜灣及紅磡往來灣仔、中環及上環的服務，則由同日開辦的隧巴115線代替行走。
1998年9月1日，中華巴士喪失專營權，本線遂即轉交城巴和九巴接辦，並於5天後改為全日服務以舒緩鰂魚涌站擠迫情況；至2002下半年時，將軍澳線通車，往來觀塘、牛頭角、藍田至港島需在油塘站轉車，結果導致觀塘、牛頭角及藍田站一帶居民改乘本線，使本線客量大幅上升。
2002年5月27日，九巴及城巴開辦619P線，619P線乃619的早晨特快班次，只在早上繁忙時間提供服務，提供四順、樂華、牛頭角及觀塘往灣仔及中環的特快過海隧巴服務，不經英皇道沿線。619X線乃619的早晨特快班次，於2010年6月21日開辦，只在早上繁忙時間提供服務，提供四順往北角、銅鑼灣、灣仔及中環的特快過海隧巴服務，停順天巴士總站後直接過海，不經樂華、牛頭角及觀塘，不停藍田站及東區海底隧道收費廣場。2015年10月26日，本線增設回程服務。

### 九龍區專線小巴47線
- 順利 ↔ 觀塘站

## 途經路線
「順利邨利業樓」巴士站（位於順利邨利業樓外，原本設於利安道近順利巴士總站）

### 九龍巴士26、26X線
- 26:順天 ↔ 尖沙咀東
- 26X:順天 ↔ 尖沙咀東

### 九龍巴士26M線
- 彩虹 ↺ 觀塘

### 九龍巴士27線
- 順天 ↺ 旺角

### 九龍巴士14H線
- 油塘 ↺ 順利（經聯合醫院）

### 九巴N216線
- 油塘 ↔ 紅磡站

### 九龍區專線小巴49線
- 順天 ↔ 九龍城碼頭

### 九龍區專線小巴54線
- 順天 ↔ 樂富

### 九龍區專線小巴54M線
- 順天 ↔ 坪石（彩虹站）

## 車坑分佈
| 車坑分佈（以入口最左邊起計） | 車坑分佈（以入口最左邊起計） | 車坑分佈（以入口最左邊起計）        | 車坑分佈（以入口最左邊起計） |
| 車坑編號                     | 車坑寬度                     | 路線                                |                              |
| ---------------------------- | ---------------------------- | ----------------------------------- | ---------------------------- |
| 1                            | 雙坑                         | 九龍巴士29M線                       |                              |
| 2                            | 單坑                         | 過海隧道巴士619、619P、619X、N619線 |                              |
| 3                            | 單坑                         | 九龍巴士42線                        |                              |